# George P. McLean
George P. McLean (Simsbury, 1857. október 7. – Simsbury, 1932. június 6.) az Amerikai Egyesült Államok szenátora (Connecticut, 1911–1929).